# Psychotria elliptica
Psychotria elliptica är en måreväxtart som först beskrevs av Carl Sigismund Kunth, och fick sitt nu gällande namn av Alexander von Humboldt, Aimé Bonpland och Schult.. Psychotria elliptica ingår i släktet Psychotria och familjen måreväxter. Inga underarter finns listade i Catalogue of Life.